# فرد وليامز (لاعب كرة قدم)
فرد وليامز (بالإنجليزية: Fred Williams)‏ (1 يناير 1873 بمانشستر في المملكة المتحدة - ) هو لاعب كرة قدم بريطاني وإنجليزي (وحمل سابقاً جنسية المملكة المتحدة لبريطانيا العظمى وأيرلندا) في مركز الهجوم. لعب مع مانشستر سيتي ومانشستر يونايتد.